# Zaplątane przygody Roszpunki
Zaplątane przygody Roszpunki / Zaplątani: Serial (ang. Rapunzel’s Tangled Adventure / Tangled: The Series, 2017–2020) – amerykański serial animowany, wchodzący w kanon Disney Channel Original Series, wyreżyserowany przez Toma Caulfielda i Stephena Sandovala. Serial bazowany na podstawie filmu Zaplątani z 2010 roku.
Pierwsza zapowiedź pojawiła się podczas emisji filmu wytwórni Disney Channel Original Movies Zamiana, natomiast premierowa emisja rozpoczęła się 10 marca 2017 godzinnym filmem Zanim żyli długo i zaplątani (ang. Tangled: Before Ever After) na amerykańskim Disney Channel. Regularna emisja serialu odbyła się dwa tygodnie później, 24 marca 2017. W Polsce serial zadebiutował 25 września 2017 na antenie polskiego Disney Channel. Od 5 marca 2018 serial jest emitowany na antenie polskiego Disney Junior.

## Fabuła
Akcja serialu rozgrywa się pomiędzy długometrażowym filmem Zaplątani, a krótkometrażowym filmem I żyli długo i zaplątani. Opowiada o kolejnych perypetiach księżniczki Roszpunki, która musi się jeszcze wiele nauczyć, nim będzie gotowa sprostać swojemu królewskiemu przeznaczeniu. Aby wyruszyć w podróż na spotkanie z przygodą w towarzystwie ukochanego Julka i swoich przyjaciół, odkłada koronę i opuszcza zamek. W czasie wędrówki główna bohaterka musi zrozumieć tajemnicę swoich włosów.

## Obsada
- Mandy Moore – Roszpunka
- Zachary Levi – Flynn Rajtar (Julian Szczerbiec)
- Eden Espinosa – Kassandra
- Julie Bowen – Królowa Arianna
- Clancy Brown – Król Frederic
- Dee Bradley Baker –
  - Pascal,
  - Maximus
- Sean Hayes – Pete
- Diedrich Bader – Stan

i inni.

## Wersja polska
W wersji polskiej udział wzięli:
- Julia Kamińska – Roszpunka
- Maciej Stuhr – Julian „Julek” Szczerbiec / Flynn Rajtar
- Anna Smołowik – Kassandra
- Andrzej Blumenfeld – Król Fryderyk (odc. 1-2, 6-7, 10)
- Szymon Kuśmider –
  - Król Fryderyk (odc. 12-13, 15-21, 31, 40, 43, 48-49, 53-54, 57-59),
  - Quirin (odc. 43, 51, 59),
  - Vladimir (odc. 59)
- Klementyna Umer –
  - Królowa Arianna,
  - Mary (odc. 45)
- Grzegorz Pawlak –
  - Nochal,
  - Szakala Szablozębna (odc. 4)
- Robert Jarociński –
  - Haczystop,
  - Quirin (odc. 1, 16, 22, 35)
- Jakub Szydłowski –
  - Lance Bajera / Arnwaldo Schnitz,
  - Vladimir (odc. 15)
- Monika Obara –
  - Adira (odc. 22, 25, 28, 35, 42-43, 59),
  - Zhan Tiri (odc. 59)
- Wojciech Paszkowski –
  - Amor,
  - Strażnik Piotruś (serie I-II),
  - Frycek (odc. 2-3, 10),
  - Mężczyzna (odc. 4),
  - Członek związku (odc. 4),
  - Mężczyzna z popcornem (odc. 4),
  - Wynalazca dojarki (odc. 8),
  - Głowa łosia (odc. 13),
  - Rzeźnik (odc. 51)

W pozostałych rolach:
- Danuta Stenka – Matka Gertruda (odc. 1, 40, 43, 56, 58)
- Maksymilian Bogumił –
  - Varian (odc. 1, 8),
  - Ojciec (odc. 10)
- Marcin Franc –
  - Varian (odc. 16-21, 31, 43, 46, 49-51, 54-55, 57-59),
  - Official (odc. 18)
- Jacek Król –
  - Kapitan Straży,
  - Strażnik Stach (serie I-II; oprócz odc. 14-15, 19-21),
  - Vladimir (część odcinków)
- Wojciech Słupiński –
  - Wujaszek „Monty” Montgomery (odc. 2, 10, 12, 14, 21, 43, 45, 58),
  - Dwayne (odc. 3),
  - Kitty Cat Tattoo Guy (odc. 11),
  - Mieszkaniec Korony (odc. 16)
- Maria Tyszkiewicz –
  - Kobieta (odc. 3-4),
  - Dziewczynka (odc. 4)
- Bożena Furczyk –
  - Staruszka (odc. 3),
  - Kobieta (odc. 4),
  - Chłopiec 1 (odc. 4)
- Karol Wróblewski –
  - Dale / fałszywy Giovanni (odc. 3),
  - Prawdziwy Giovanni (odc. 3)
- Jakub Wieczorek – Wrak Łupieżca (odc. 4)
- Mikołaj Klimek –
  - Wytatuowany Carl (odc. 4),
  - Więzień (odc. 5),
  - Vladimir (odc. 51),
  - Strażnik (odc. 52)
- Maksymilian Michasiów – Prowadzący turniej (odc. 4)
- Mirosław Zbrojewicz – Bracia Karczybykowie (odc. 5, 44, 47)
- Paweł Szczesny –
  - Percival (odc. 6),
  - Xavier (odc. 9, 11-12, 16-18, 43, 46),
  - Hortensja Krogulec (odc. 10, 14, 17, 21, 40, 45-48, 51-52, 54, 58-59, S3),
  - William (odc. 27),
  - Kardynał (odc. 40),
  - Strażnik Stach (odc. S3)
- Antoni Scardina – Chłopiec (odc. 6, 8, 10)
- Łukasz Lewandowski –
  - Król Trevor (odc. 7, 49),
  - Wynalazca szczudeł (odc. 8),
  - Nigel (odc. 10),
  - Klaunowy pająk (odc. 51)
- Adam Bauman –
  - Profesor St. Croix (odc. 8),
  - Hector (odc. 35, 42, 59)
- Marta Słociak-Wiszniewska – Fernanda Pizzazo (odc. 8)
- Kamil Pruban –
  - Czarek / Herbert (odc. 9),
  - Frycek (odc. 12, 16-17),
  - Mieszkaniec Korony (odc. 16)
- Przemysław Nikiel – Atylla (odc. 9-10, 13-14, 17, 43, 49, 51, 58-59, S2)
- Katarzyna Mogielnicka –
  - Mała Roszpunka (odc. 11),
  - Catalina „Ruda” (odc. 12, 27),
  - Mała Kassandra (odc. 43, 56, 58)
- Olga Cybińska –
  - Kiera „Wredna” (odc. 12, 27, 45-46, 49-51, 54, 59),
  - Dziewczynka (odc. 16, 44)
- Wojciech Żołądkowicz –
  - Wacek „Łasica” (odc. 13, 22-23, 32),
  - Strażnik Stach (odc. 14-15, 19-21; seria III),
  - Tajemniczy mężczyzna (odc. 15),
  - Virtuous St. Goodberry (odc. 34),
  - Lord Demanitus (odc. 40, 59)
- Tomasz Jarosz –
  - Nigel (odc. 13, 15-21, 48, 51-52),
  - Wujaszek „Monty” Montgomery (odc. 51)
- Anna Sroka-Hryń – Sroga Renia (odc. 13)
- Agata Pruchniewska – Lady Krach (odc. 14, 32)
- Artur Kozłowski – Chłopiec (odc. 14-15)
- Katarzyna Dąbrowska – Willow (odc. 15)
- Katarzyna Kozak –
  - Pani Sugarby / Sugracha Odwieczna (odc. 17),
  - Madame Canardist (odc. 27, 33, 40)
- Mirosław Wieprzewski – Griffin z Pittsford (odc. 18)
- Michał Konarski –
  - Król Edmund (odc. 22, 35, 42-44, 54, 58-59),
  - Juniper (odc. 43)
- Michalina Łabacz – Vex (odc. 22-24)
- Jan Kulczycki – Baron (odc. 22, 57)
- Ewa Prus – Stalyan (odc. 22, 34)
- Zbigniew Konopka –
  - Cutter (odc. 22),
  - Sprzedawca ryb (odc. 27),
  - Strażnik iglicy (odc. 28),
  - Kapitan promu (odc. 32),
  - Dart (odc. 34)
- Marcin Troński – Quaid (odc. 24-25)
- Zofia Domalik – Staruszka (odc. 24)
- Anna Apostolakis –
  - Matka (odc. 26),
  - Florina (odc. 29),
  - Strażnik Lorb (odc. 29)
- Tomasz Borkowski –
  - Ojciec (odc. 26),
  - Król Trevor (odc. 36),
  - Bruno Gromowładny (odc. 57)
- Anna Gajewska –
  - Petunia (odc. 27),
  - Serafina (odc. 30)
- Grzegorz Kwiecień –
  - Grajek (odc. 27),
  - Borb (odc. 27)
- Lucyna Malec – Caliope (odc. 28, 55)
- Paweł Kubat –
  - Alfons (odc. 29, 31, 53),
  - Jorn (odc. 31),
  - Strażnik Piotruś (seria III),
  - Dwayne (odc. 50)
- Waldemar Barwiński – Dale / fałszywy Giovanni (odc. 32)
- Janusz Wituch –
  - Otter (odc. 32),
  - Komisarz Kuc (odc. 34)
- Krzysztof Plewako-Szczerbiński –
  - Vigor (odc. 27, 33),
  - Wodny goblin (odc. 30),
  - Pocket (odc. 32)
- Robert Tondera –
  - Bracia Karczybykowie (odc. 32),
  - Alfons (odc. 32)
- Dariusz Odija – Haczyk (odc. 36)
- Artur Kaczmarski – Troumus / Matthews (odc. 38-40)
- Jakub Strach –
  - Mały Lance Bajera / Arnwaldo Schnitz (odc. 39),
  - Seth (odc. 56)
- Nastazja Bytner – Mała Kassandra (odc. 39)
- Natalia Jankiewicz – Zaczarowana dziewczynka (odc. 43-45, 48, 51, 53-56, 58-59)
- Przemysław Glapiński – Czarek / Herbert (odc. 43)
- Agnieszka Matysiak –
  - Klementyna (odc. 43),
  - Kapitan Creighton (odc. 45)
- Krzysztof Cybiński – Kai (odc. 43)
- Tomasz Steciuk – Frycek (odc. 43-44, 46, 51, 58-59, S4)
- Delfina Wilkońska – Maisie (odc. 43)
- Maja Kwiatkowska – Catalina „Ruda” (odc. 45-46, 50-51, 54, 59)
- Grzegorz Drojewski – Młody Julian „Julek” Szczerbiec / Flynn Rajtar (odc. 47)
- Miłosz Konkel – Młody Lance Bajera / Arnwaldo Schnitz (odc. 47)
- Anna Ułas – Królowa Ingvarru (odc. 48)
- Magdalena Herman-Urbańska –
  - Faith (odc. 48),
  - Służąca (odc. 51)
- Karol Kwiatkowski − Chłopiec (odc. 51)
- Sebastian Perdek − Rogaliki (odc. 51)
- Antoni Domin − Chłopiec (odc. 56)
- Anna Wodzyńska – gwary i epizody (odc. 14-16, 18-21)
- Marta Dylewska – gwary i epizody (odc. 16, 18)
- Aleksander Sosiński – gwary i epizody (odc. 16, 18)
- Aldona Struzik – gwary i epizody (odc. 16, 18)
- Joanna Pach-Żbikowska
- Wojciech Machnicki
- Marta Dobecka
- Norbert Kaczorowski
- Mateusz Kmiecik
- Julia Łukowiak
- Aleksandar Milićević
- Karolina Gibowska
- Józef Grzymała
- Magdalena Jaworska
- Tomasz Olejnik
- Jakub Sasak
- Monika Szomko
- Sebastian Świerszcz

i inni
Wykonanie piosenek:
- „Wiatr we włosach”: Małgorzata Nakonieczna (czołówka)
- „Więcej siebie dać”: Anna Karwan, Natalia Piotrowska (tyłówka)
- „Zaklęcie”: Małgorzata Nakonieczna (odc. 1, 43)
- „Zaklęcie”: Katarzyna Mogielnicka (odc. 11)
- „Ty i ja”: Sylwia Przetak, Katarzyna Owczarz (odc. 11)
- „Mówię wam”: Anna Sroka-Hryń, Małgorzata Nakonieczna, Jacek Król, Robert Jarociński, Przemysław Nikiel, Wojciech Paszkowski, Grzegorz Pawlak oraz chór w składzie: Jan Bzdawka, Krzysztof Cybiński, Adam Krylik, Jakub Szydłowski, Daniel Wojsa (odc. 13)
- „Ten fach”: Małgorzata Nakonieczna, Anna Smołowik oraz chór w składzie: Jan Bzdawka, Krzysztof Cybiński, Adam Krylik, Ewa Prus, Jakub Szydłowski, Daniel Wojsa (odc. 16)
- „Będziesz dumę czuł”: Marcin Franc (odc. 16)
- „Będziesz dumę czuł” (Repryza): Marcin Franc (odc. 16)
- „Dzisiaj na wszystko mnie stać”: Marcin Franc, Anna Smołowik, Maciej Stuhr, Małgorzata Nakonieczna, Szymon Kuśmider oraz chór w składzie: Jan Bzdawka, Jakub Jurzyk, Wojciech Paszkowski, Krzysztof Pietrzak, Natalia Piotrowska, Anna Sochacka, Klementyna Umer, Przemysław Zubowicz (odc. 21)
- „Wolna chcę być”: Małgorzata Nakonieczna (odc. 21)
- „Mój cel − cały świat”: Małgorzata Nakonieczna, Maciej Stuhr, Anna Smołowik (odc. 22)
- „Niech by wróciły tamte dni”: Małgorzata Nakonieczna, Maciej Stuhr (odc. 22)
- „Mój cel − cały świat (Repryza)”: Małgorzata Nakonieczna, Maciej Stuhr (odc. 22)
- „To widzę stąd”: Małgorzata Nakonieczna, Anna Smołowik (odc. 26)
- „Hook Foot's Ballad”: Robert Jarociński, Małgorzata Nakonieczna, Maciej Stuhr (odc. 30)
- „Mój najlepszy kumpel”: Maciej Stuhr, Jakub Szydłowski (odc. 35)
- „Reverse Incantation”: Małgorzata Nakonieczna (odc. 35)
- „Ciągle muszę czekać”: Anna Świątczak (odc. 35)
- „Życie jak sen”: Dariusz Odija oraz chór w składzie: Anna Frankowska, Katarzyna Owczarz, Anna Sochacka, Krzysztof Cybiński, Jakub Szydłowski i inni (odc. 36)
- „With You by My Side”: Małgorzata Nakonieczna, Maciej Stuhr, Anna Smołowik (odc. 42)
- „Everything I Ever Thought I Knew”: Maciej Stuhr (odc. 42)
- „Ciągle muszę czekać (Repryza)”: Katarzyna Mogielnicka, Anna Świątczak (odc. 43)
- „Crossing the Line”: Małgorzata Nakonieczna, Anna Świątczak (odc. 43)
- „Stronger than Ever Before”: Małgorzata Nakonieczna, Maciej Stuhr, Jakub Szydłowski i inni (odc. 43)
- „Bigger Than That”: Jakub Szydłowski (odc. 51)
- „The Girl Who Has Everything”: Małgorzata Nakonieczna (odc. 54)
- „The Girl Who Has Everything” (Repryza): Małgorzata Nakonieczna (odc. 54)
- „Nothing Left to Lose”: Anna Świątczak, Marcin Franc (odc. 54)
- „Through It All”: Małgorzata Nakonieczna, Maciej Stuhr, Jakub Szydłowski, Marcin Franc, Szymon Kuśmider, Klementyna Umer, Michał Konarski, Wojciech Paszkowski, Przemysław Nikiel oraz chór w składzie: Anna Sochacka, Kamil Bijoś, Jakub Jurzyk, Daniel Wojsa (odc. 59)
- „I’d Give Anything”: Małgorzata Nakonieczna (odc. 59)
- „Żyli długo i przeszczęśliwie” (Finał): Małgorzata Nakonieczna, Maciej Stuhr, Szymon Kuśmider, Klementyna Umer oraz chór w składzie: Anna Sochacka, Kamil Bijoś, Jakub Jurzyk, Daniel Wojsa (odc. 59)

Reżyseria:
- Wojciech Paszkowski (odc. 1-10, 16, S1-S4),
- Artur Kaczmarski (odc. 11-15, 17-45, 52-59)

Reżyser muzyczny:
- Agnieszka Tomicka (odc. 1, 11, 13, 16, 21-22, 26, 30, 35-36, 43, 51, 54-59; czołówka, tyłówka),
- Monika Malec (odc. 42)

Dialogi: Piotr Lenarczyk

Teksty piosenek: Michał Wojnarowski

Wersja polska: SDI Media Polska

Dźwięk: Łukasz Fober, Ewa Łebek, Adam Łonicki, Krzysztof Jaworski, Aleksandra Maciasczyk, Mateusz Michniewicz, Sergio Pinilla Vásquez, Michał Wróblewski, Damian Zubczyński

Mix: Piotr Zygo

Kierownictwo produkcji: Walentyna An, Beata Jankowska

Opieka artystyczna: Justyna Musialska, Ryszard Kunce

Produkcja polskiej wersji językowej: Disney Character Voices International, Inc.
Lektor:
- Paweł Bukrewicz (odc. 1-5, S1-S4),
- Jacek Brzostyński (odc. 6-59)

## Serie
| Seria | Seria | Odcinki | Oryginalna emisja   | Oryginalna emisja | Oryginalna emisja | Oryginalna emisja |
| Seria | Seria | Odcinki | Premiera serii      | Finał serii       | Premiera serii    | Finał serii       |
| ----- | ----- | ------- | ------------------- | ----------------- | ----------------- | ----------------- |
|       | Film  | Film    | 10 marca 2017       | 10 marca 2017     | 16 września 2017  | 16 września 2017  |
|       | 1     | 21      | 24 marca 2017       | 13 stycznia 2018  | 25 września 2017  | 14 lipca 2018     |
|       | 2     | 21      | 24 czerwca 2018     | 14 kwietnia 2019  | 26 listopada 2018 | 30 maja 2019      |
|       | 3     | 17      | 7 października 2019 | 1 marca 2020      | 10 lutego 2020    | 24 lutego 2021    |

## Spis odcinków
| Premiera odcinka                             | Premiera odcinka      | N/o | Polski tytuł                      | Angielski tytuł                          |
| -------------------------------------------- | --------------------- | --- | --------------------------------- | ---------------------------------------- |
|                                              |                       |     |                                   |                                          |
| FILM                                         |                       |     |                                   |                                          |
|                                              |                       |     |                                   |                                          |
| 10.03.2017                                   | 16.09.2017            | 00  | Zanim żyli długo i zaplątani      | Tangled: Before Ever After               |
|                                              |                       |     |                                   |                                          |
| SERIA PIERWSZA – ZAPLĄTANI: SERIAL           |                       |     |                                   |                                          |
|                                              |                       |     |                                   |                                          |
| 24.03.2017                                   | 25.09.2017            | 01  | Jasny fryz                        | What the Hair!?                          |
|                                              |                       |     |                                   |                                          |
| 31.03.2017                                   | 26.09.2017            | 02  | Wróg Roszpunki                    | Rapunzel's Enemy                         |
|                                              |                       |     |                                   |                                          |
| 07.04.2017                                   | 27.09.2017            | 03  | Szczerbiec na tropie              | Fitzherbert P.I.                         |
|                                              |                       |     |                                   |                                          |
| 14.04.2017                                   | 28.09.2017            | 04  | Wyzwanie najdzielniejszych        | Challenge of the Brave                   |
|                                              |                       |     |                                   |                                          |
| 21.04.2017                                   | 29.09.2017            | 05  | Kassandra kontra Julek            | Cassandra v. Eugene                      |
|                                              |                       |     |                                   |                                          |
| 28.04.2017                                   | 02.10.2017            | 06  | Powrót Bajery                     | The Return of Strongbow                  |
|                                              |                       |     |                                   |                                          |
| 23.07.2017                                   | 03.10.2017            | 07  | Przyczajony Julek, ukryty król    | In Like Flynn                            |
|                                              |                       |     |                                   |                                          |
| 30.07.2017                                   | 04.10.2017            | 08  | Konkurs naukowy                   | Great Expotations                        |
|                                              |                       |     |                                   |                                          |
| 06.08.2017                                   | 05.10.2017            | 09  | Sekrety miłości                   | Under Raps                               |
|                                              |                       |     |                                   |                                          |
| 13.08.2017                                   | 06.10.2017            | 10  | 24 godziny                        | One Angry Princess                       |
|                                              |                       |     |                                   |                                          |
| 20.08.2017                                   | 12.12.2017            | 11  | Historia Pascala                  | Pascal's Story                           |
|                                              |                       |     |                                   |                                          |
| 01.10.2017                                   | 13.12.2017            | 12  | Starsi bracia Julek i Lance       | Big Brother's of Corona                  |
|                                              |                       |     |                                   |                                          |
| 08.10.2017                                   | 14.12.2017            | 13  | Gniew Srogiej Reni                | The Wrath of Ruthless Ruth               |
|                                              |                       |     |                                   |                                          |
| 15.10.2017                                   | 15.12.2017            | 14  | Wróg Maksa                        | Max's Enemy                              |
|                                              |                       |     |                                   |                                          |
| 22.10.2017                                   | 14.05.2018            | 15  | Dwie siostry                      | The Way of the Willow                    |
|                                              |                       |     |                                   |                                          |
| 19.11.2017                                   | 02.12.2017            | 16  | Kryzysowa królowa                 | Queen for a Day                          |
|                                              |                       |     |                                   |                                          |
| 26.11.2017                                   | 11.12.2017            | 17  | Blokada twórcza                   | Painter's Block                          |
|                                              |                       |     |                                   |                                          |
| 02.12.2017                                   | 15.05.2018            | 18  | Osobliwości osobowości            | Not in the Mood                          |
|                                              |                       |     |                                   |                                          |
| 09.12.2017                                   | 16.05.2018            | 19  | W poszukiwaniu Variana            | The Quest for Varian                     |
|                                              |                       |     |                                   |                                          |
| 16.12.2017                                   | 17.05.2018            | 20  | Powrót alchemika                  | The Alchemist Returns                    |
|                                              |                       |     |                                   |                                          |
| 13.01.2018                                   | 14.07.2018            | 21  | Tajemnica Złotego Kwiatu          | Secret of the Sundrop                    |
|                                              |                       |     |                                   |                                          |
| SERIA DRUGA – ZAPLĄTANE PRZYGODY ROSZPUNKI   |                       |     |                                   |                                          |
|                                              |                       |     |                                   |                                          |
| 24.06.2018                                   | 26.11.2018 27.11.2018 | 22  | Poza murami Korony                | Beyond the Corona Walls                  |
|                                              |                       |     |                                   |                                          |
| 01.07.2018                                   | 28.11.2018            | 23  | Powrót Szeryfa                    | The Return of Quaid                      |
|                                              |                       |     |                                   |                                          |
| 08.07.2018                                   | 29.11.2018            | 24  | Festiwal rywalizacji              | Goodbye and Goodwill                     |
|                                              |                       |     |                                   |                                          |
| 15.07.2018                                   | 30.11.2018            | 25  | Bezpowrotny las                   | Forest of No Return                      |
|                                              |                       |     |                                   |                                          |
| 22.07.2018                                   | 03.12.2018            | 26  | Wolni jak ptaki                   | Freebird                                 |
|                                              |                       |     |                                   |                                          |
| 29.07.2018                                   | 04.12.2018            | 27  | Wizjoner Vigor                    | Vigor the Visonary                       |
|                                              |                       |     |                                   |                                          |
| 05.08.2018                                   | 05.12.2018            | 28  | Strażnik Iglicy                   | Keeper of the Spire                      |
|                                              |                       |     |                                   |                                          |
| 12.08.2018                                   | 06.12.2018            | 29  | Król Pascal                       | King Pascal                              |
|                                              |                       |     |                                   |                                          |
| 19.08.2018                                   | 07.12.2018            | 30  | Miłosny haczyk                    | There's Something About Hook Foot        |
|                                              |                       |     |                                   |                                          |
| 26.08.2018                                   | 13.05.2019            | 31  | Dawno temu                        | A Long Time Ago...                       |
|                                              |                       |     |                                   |                                          |
| 03.03.2019                                   | 14.05.2019            | 32  | Maks i Julek w „Morskiej pułapce” | Max and Eugene in Peril on the High Seas |
|                                              |                       |     |                                   |                                          |
| 10.03.2019                                   | 15.05.2019            | 33  | Klątwy!                           | Curses!                                  |
|                                              |                       |     |                                   |                                          |
| 10.03.2019                                   | 16.05.2019            | 34  | Oko Pincosty                      | The Eye of Pincosta                      |
|                                              |                       |     |                                   |                                          |
| 17.03.2019                                   | 17.05.2019 20.05.2019 | 35  | Roszpunka i niesamowite drzewo    | Rapunzel and the Great Tree              |
|                                              |                       |     |                                   |                                          |
| 24.03.2019                                   | 21.05.2019            | 36  | Braterstwo z Haczykiem            | The Brothers Hook                        |
|                                              |                       |     |                                   |                                          |
| 24.03.2019                                   | 22.05.2019            | 37  | Roszpunka: Dzień pierwszy         | Rapunzel: Day One                        |
|                                              |                       |     |                                   |                                          |
| 31.03.2019                                   | 23.05.2019            | 38  | Lustereczko                       | Mirror, Mirror                           |
|                                              |                       |     |                                   |                                          |
| 31.03.2019                                   | 24.05.2019            | 39  | Dziecinnie trudne                 | You're Kidding Me!                       |
|                                              |                       |     |                                   |                                          |
| 07.04.2019                                   | 27.05.2019            | 40  | Ucieczka z Utopii                 | Rapunzeltopia                            |
|                                              |                       |     |                                   |                                          |
| 07.04.2019                                   | 28.05.2019            | 41  | W labiryncie                      | Lost and Found                           |
|                                              |                       |     |                                   |                                          |
| 14.04.2019                                   | 29.05.2019 30.05.2019 | 42  | Oszukać przeznaczenia             | Destinies Collide                        |
|                                              |                       |     |                                   |                                          |
| SERIA TRZECIA – ZAPLĄTANE PRZYGODY ROSZPUNKI |                       |     |                                   |                                          |
|                                              |                       |     |                                   |                                          |
| 07.10.2019                                   | 10.02.2020 11.02.2020 | 43  | Powrót Roszpunki                  | Rapunzel's Return                        |
|                                              |                       |     |                                   |                                          |
| 08.10.2019                                   | 12.02.2020            | 44  | Druga szansa                      | Return of the King                       |
|                                              |                       |     |                                   |                                          |
| 09.10.2019                                   | 13.02.2020            | 45  | Dlaczego masz takie wielkie zęby? | Who's Afraid of the Big, Bad Wolf?       |
|                                              |                       |     |                                   |                                          |
| 10.10.2019                                   | 14.02.2020            | 46  | Zagubiony skarb                   | The Lost Treasure of Herz Der Sonne      |
|                                              |                       |     |                                   |                                          |
| 11.10.2019                                   | 18.02.2020            | 47  | Czas na przeszłość                | No Time Like the Past                    |
|                                              |                       |     |                                   |                                          |
| 15.10.2019                                   | 17.02.2020            | 48  | Początki                          | Beginnings                               |
|                                              |                       |     |                                   |                                          |
| 16.10.2019                                   | 19.02.2020            | 49  | Król i królowa serc               | The King and Queen of Hearts             |
|                                              |                       |     |                                   |                                          |
| 17.10.2019                                   | 21.02.2020            | 50  | Dzień zwierząt                    | Day of the Animals                       |
|                                              |                       |     |                                   |                                          |
| 18.10.2019                                   | 20.02.2020            | 51  | Zacznij się bać                   | Be Very Afraid!                          |
|                                              |                       |     |                                   |                                          |
| 12.01.2020                                   | 15.02.2021            | 52  | Smok Pascala                      | Pascal's Dragon                          |
|                                              |                       |     |                                   |                                          |
| 19.01.2020                                   | 16.02.2021            | 53  | Powrót na wyspę                   | Islands Apart                            |
|                                              |                       |     |                                   |                                          |
| 26.01.2020                                   | 17.02.2021 18.02.2021 | 54  | Zemsta Kassandry                  | Cassandra's Revenge                      |
|                                              |                       |     |                                   |                                          |
| 02.02.2020                                   | 19.02.2021            | 55  | Pojedynek w Iglicy                | Race To The Spire                        |
|                                              |                       |     |                                   |                                          |
| 09.02.2020                                   | 22.02.2021            | 56  | Opowieść o dwóch siostrach        | A Tale Of Two Sisters                    |
|                                              |                       |     |                                   |                                          |
| 16.02.2020                                   | 23.02.2021            | 57  | Flynno-podmieniec                 | Flynnposter                              |
|                                              |                       |     |                                   |                                          |
| 23.02.2020                                   | 24.02.2021            | 58  | Zdrajczyni poszukiwana            | Once A Handmaiden                        |
|                                              |                       |     |                                   |                                          |
| 01.03.2020                                   | 31.12.2020            | 59  | Jest w tobie dużo więcej          | Plus Est En Vous                         |
|                                              |                       |     |                                   |                                          |
| ODCINKI KRÓTKOMETRAŻOWE                      |                       |     |                                   |                                          |
|                                              |                       |     |                                   |                                          |
| 05.05.2017                                   | 30.03.2018            | S1  | Szach mat                         | Check Mate                               |
|                                              |                       |     |                                   |                                          |
| 12.05.2017                                   | 19.05.2018            | S2  | Skazany na ciastka                | Prison Bake                              |
|                                              |                       |     |                                   |                                          |
| 19.05.2017                                   | 19.05.2018            | S3  | Uśmiechnij mnie                   | Make Me Smile                            |
|                                              |                       |     |                                   |                                          |
| 26.05.2017                                   | 20.05.2018            | S4  | W pogoni za spokojem              | Hare Peace                               |
|                                              |                       |     |                                   |                                          |
| 25.06.2018                                   |                       | S5  |                                   | Night Bite                               |
|                                              |                       |     |                                   |                                          |
| 07.07.2018                                   |                       | S6  |                                   | Hiccup Fever                             |
|                                              |                       |     |                                   |                                          |
| 04.08.2018                                   |                       | S7  |                                   | Snowball                                 |
|                                              |                       |     |                                   |                                          |
| 20.08.2018                                   |                       | S8  |                                   | Hairdon't                                |
|                                              |                       |     |                                   |                                          |
| 23.08.2018                                   |                       | S9  |                                   | Unicorn-y                                |
|                                              |                       |     |                                   |                                          |
| 20.03.2020                                   |                       | S10 |                                   | Shorty Theme Song Takeover               |
|                                              |                       |     |                                   |                                          |